# Mecistotrachelos
Mecistotrachelos is een geslacht van uitgestorven zwevende reptielen uit het Laat-Trias, waarvan wordt aangenomen dat het een archosauromorf is, in de verte verwant aan krokodillen en dinosauriërs. Het type en de enige bekende soort is Mecistotrachelos apeoros. Deze geslachtsnaam vertaalt zich naar 'stijgende langste nek', verwijzend naar zijn zwevende gewoonten en lange nek. Dit oppervlakkig hagedisachtige dier kon zijn verlengde ribben spreiden en op vleugelachtige membranen zweven. Mecistotrachelos had een veel langere nek dan andere zwevende reptielen uit het Trias zoals Icarosaurus en Kuehneosaurus. Het was waarschijnlijk een boombewonende insectivoor.

## Ontdekking
Mecistotrachelos is bekend van verschillende fossielen die zijn opgegraven in de Solite-steengroeve van de Cow Branch-formatie op de grens tussen Virginia en North Carolina. Slechts twee hiervan zijn echter formeel beschreven in een wetenschappelijk tijdschrift. Het eerste fossiel werd gevonden in 1994 en het tweede fossiel acht jaar later door Nick Fraser, een paleontoloog van gewervelde dieren in het Virginia Museum of Natural History. Het eerste fossiel VMNH 3649 is het holotype van het geslacht en is volledig gearticuleerd bewaard gebleven, hoewel de staart, achterpoten en het grootste deel van de bekkengordel ontbreken. Het tweede fossiel VMNH 3650 wordt soms als een paratype beschouwd en is completer, waarbij alleen een deel van de staart en het linkerachterbeen ontbreken.

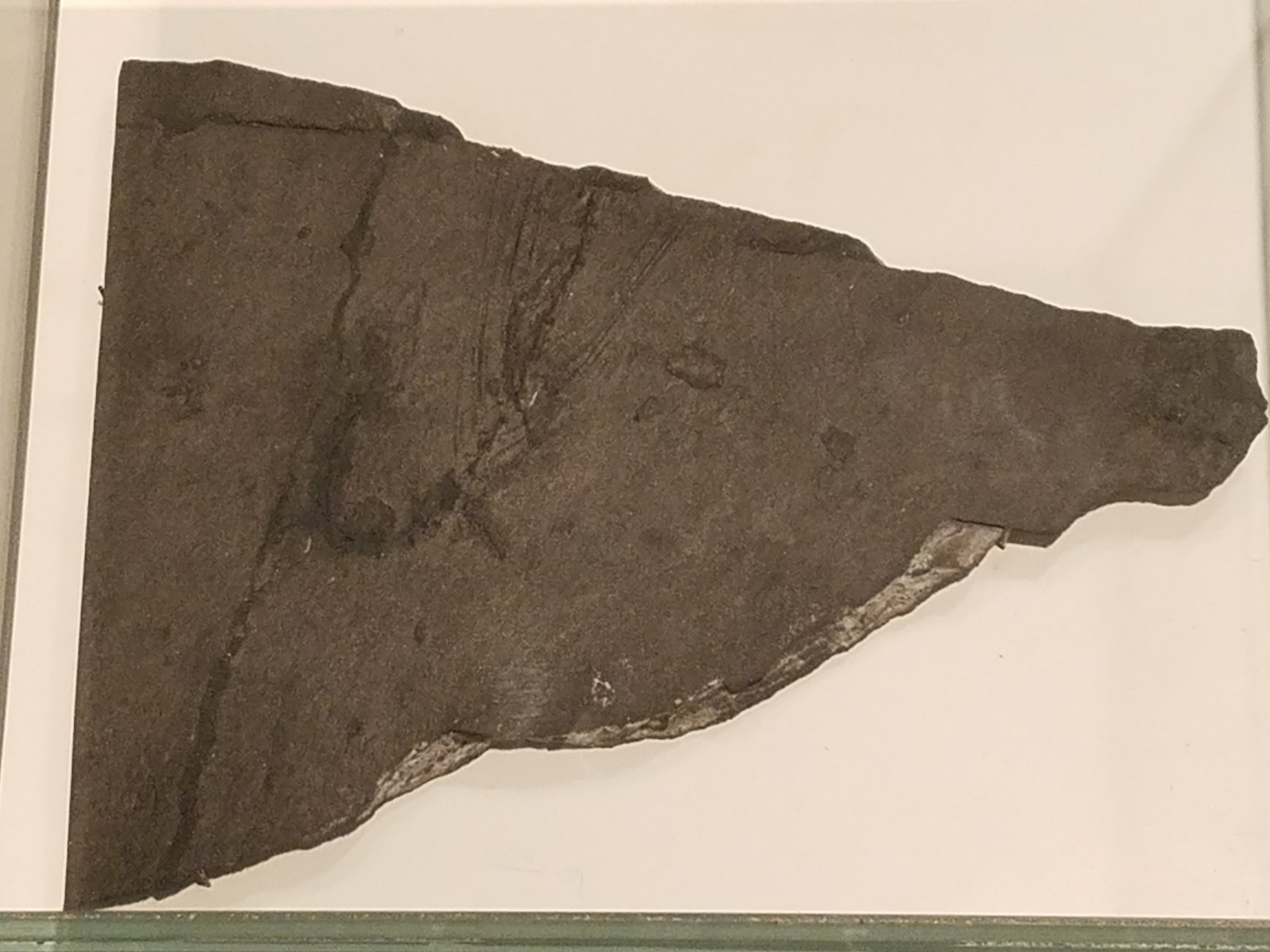
Het holotype

Fraser publiceerde al in 1998 een geslachtsnaam: Mecistotrachelos. De naam is afgeleid van het Grieks mekistos, 'de langste', en trachy, 'nek'. Een typesoort werd pas in 2007 benoemd: Mecistotrachelos apeoros. De soortaanduiding betekent 'rondzwevend'.

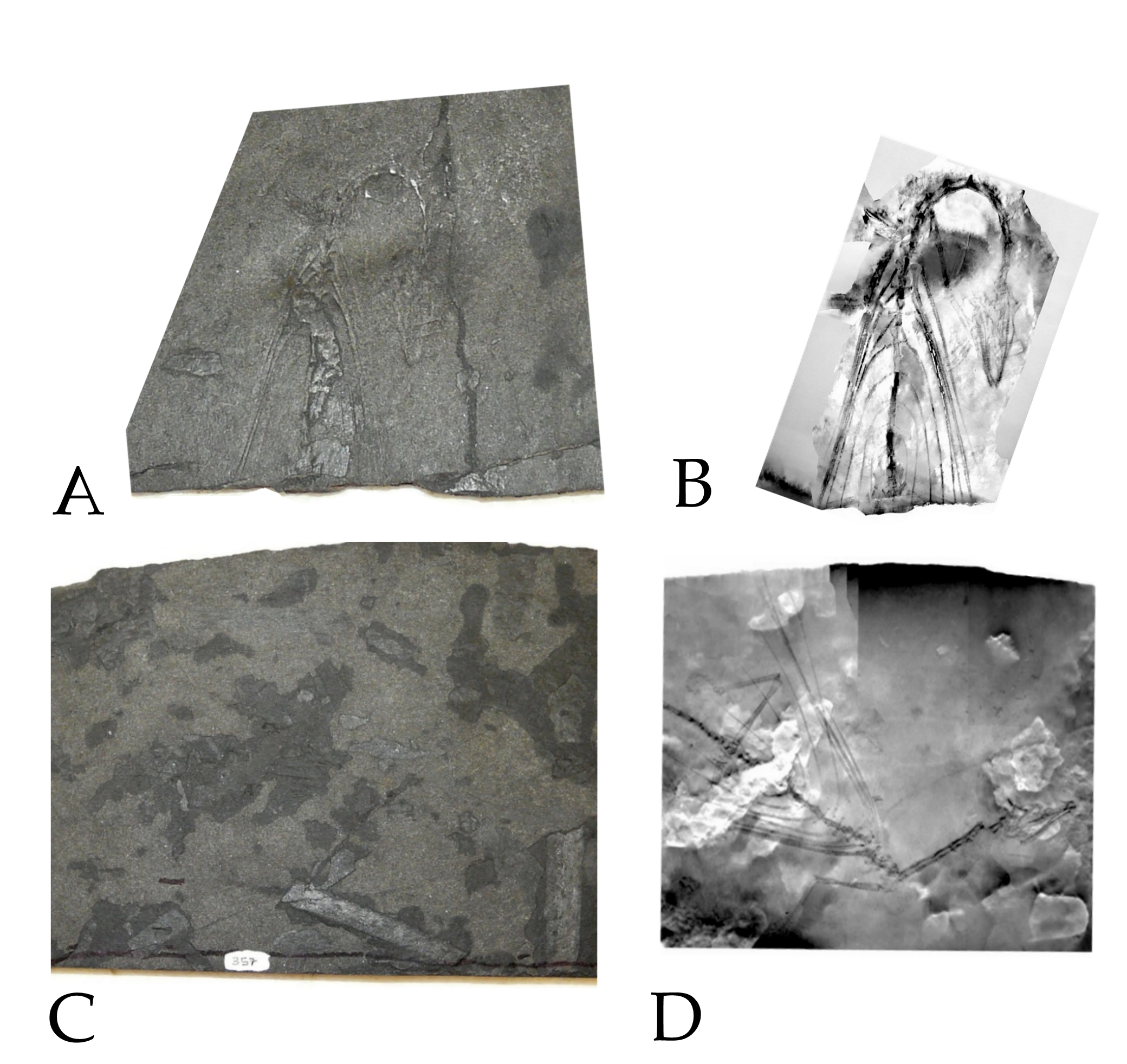
CAT-scans van de specimina

De Solite-steengroeve was ooit een groot meer en het omliggende wetland dat overstroomde toen Pangea begon uiteen te vallen tijdens het Laat-Carnien van het Trias, ongeveer 230 miljoen jaar geleden. Het bevatte overvloedige populaties insecten en het tanystropheide reptiel Tanytrachelos. De fossielen van de Solite-groeve worden vaak bewaard als donkergrijze botten, ingebed in donkergrijze moddersteen en zijn daarom meestal erg moeilijk te detecteren en te prepareren. Als gevolg hiervan moesten de Mecistotrachelos-specimina een CT-scan ondergaan om goed te worden beschreven. Dit maakt Mecistotrachelos een van de eerste uitgestorven dieren die bijna volledig is beschreven op basis van CAT-scangegevens.

## Beschrijving
De schedel is licht gebouwd en puntig en er is enig bewijs voor dubbele slaapvensters, gaten in de achterkant van het hoofd, wat aangeeft dat het dier een diapside reptiel was. De nek is lang en bestaat uit acht of negen halswervels. Deze wervels zijn langwerpig maar hebben blijkbaar geen zichtbare cervicale ribben, hoewel het mogelijk is dat ze te dun of te dicht bij de wervels waren om als afzonderlijke structuren te worden bewaard. Dertien of veertien dorsale (ruggen) wervels waren aanwezig, een toestand vergelijkbaar met de meeste diapsiden. De eerste paar dorsalen waren kort en bijna alle dorsalen hadden benige uitsteeksels (dwarsuitsteeksels) die uit hun zijde staken. De staart ontbreekt of is incompleet bij de beschreven exemplaren. Specifieke details van de schouder- en bekkengordel zijn niet terug te vinden op de CT-scans. De ledematen zijn lang en slank, met de achterpoten iets langer dan de voorste ledematen. De hand had vijf vingers, terwijl de voet korte middenvoetsbeentjes had en een onbepaald aantal tenen die naar binnen leken te haken, althans bij VMNH 3650.
Het meest ongewone en karakteristieke kenmerk van dit geslacht heeft betrekking op de ribben. Terwijl de eerste dorsale rib vrij kort was, waren in ieder geval de volgende acht (genaamd 'thoracolumbale ribben') erg lang. Ze hadden robuuste bevestigingspunten (vooral de eerste paar) en waren iets naar achteren gebogen voordat ze recht werden en taps toeliepen. Dit in tegenstelling tot de glijdende ribben van kuehneosauriden, die recht waren voordat ze naar achteren en naar beneden kromden. De langste ribben zaten vast aan de derde en vierde wervel, waarna ze in omvang begonnen af te nemen. Op hun langste punt (zeventig centimeter bij VMNH 3650) waren ze iets minder dan de helft van de totale geschatte lengte van het dier.

## Paleobiologie
De lange ribben van Mecistotrachelos waren vrijwel zeker bedekt met een of andere vorm van huid die het zweven vergemakkelijkte. Bovendien geven de flexibele achterpoten met gehaakte tenen die bij VMNH 3650 zijn bewaard, aan dat het goed was aangepast aan een boomhabitat. De lange en stijve nek zou het zweven echter hebben belemmerd: de lengte vermindert de stabiliteit en vergroot de luchtweerstand. De kleine tanden van Mecistotrachelos zouden geschikt zijn geweest voor een insectenetende voeding.
In tegenstelling tot kuehneosauriden, die naar beneden gebogen 'vleugels' hadden, waren de ribben van Mecistotrachelos meestal recht en waren ze niet van nature gewelfd om een draagvlak (airfoil) te creëren. Als de voorste ribben echter onafhankelijk van de andere zouden kunnen worden gebogen, is het mogelijk dat Mecistotrachelos een variabel draagvlak zou hebben kunnen creëren. De voorste ribben zouden functioneren als het pteroïde bot bij pterosauriërs of een alula bij vogels, waarbij de weerstand afhankelijk van hun positie toeneemt of afneemt. De robuuste ribkoppen van deze voorribben ondersteunen deze hypothese ook.
De schedel van VMNH 3649 is relatief groter dan die van VMNH 3650, maar de voorpoten zijn korter. Dit kan een voorbeeld zijn van seksuele dimorfie.

## Classificatie
Mecistotrachelos kan worden gekenmerkt door zijn lange ribben die in het leven een membraan zouden hebben ondersteund. Het was echter verre van het enige ribglijdende reptiel in de prehistorie. In het Perm leefden de weigeltisauriden, basale reptielen met kleine puntige kammen. Er zijn ook verschillende glijdende hagedissen, zoals Draco (de vliegende draak) van de huidige tijd en Xianglong uit het Vroeg-Krijt. De enige andere Trias ribglijdende reptielen waren de kuehneosauriden, die meestal worden geïnterpreteerd als lepidosauromorfen, in de verte verwant aan Rhynchocephalia (zoals de tuatara) en Squamata (zoals hagedissen en slangen). Vreemd genoeg deelt Mecistotrachelos weinig kenmerken met een van deze groepen, afgezien van zijn zwevende aanpassingen en algemene lichaamsvorm. In plaats daarvan doet de spitse schedel en lange nek van dit geslacht meer denken aan een groep van vroege archosauromorfen bekend als protorosauriërs. Archosauromorpha is de tak die uiteindelijk zou leiden tot de krokodilachtigen en dinosauriërs (inclusief vogels), maar vroege vertegenwoordigers leken oppervlakkig op langhalzige hagedissen (ondanks dat echte hagedissen van een andere reptielentak zijn). Er zijn echter weinig schedeldetails te zien in de CT-scans om deze classificatie te verduidelijken.
Mecistotrachelos is niet de enige vermeende protorosauriër met zwevende aanpassingen. Sharovipteryx, een geslacht uit Kazachstan, bewaarde huidafdrukken die zich uitstrekten tussen zijn lange poten en zijn staart. Deze vorm van zweven contrasteert echter met het zweven van de ribben van Mecistotrachelos, en ze zijn waarschijnlijk niet bijzonder nauw verwant, zelfs als ze beide archosauromorfen zijn.